# Трећа прекоморска бригада НОВЈ
Трећа прекоморска бригада НОВЈ формирана је у фебруару 1944. године у Гравини код Барија, Италија. Имала је 4 батаљона са 1665 бораца.

## Борбени пут бригаде
Почетком марта 1944. била је пребачена на Вис, а 26. јуна ушла у састав 26. далматинске дивизије. Садејствовала је осталим бригадама 26. дивизије у десанту на Брач, а од 1. до 4. јуна водила борбе против 738. пука немачке 118. дивизије, када је поновно повучена на Вис. У десантним операцијама 26. дивизије на средња и јужнодалматинска острва, учествовала је у ослобођењу Корчуле 14. септембра и Пељешца 15. септембра, после чега је добила назив ударна. Касније је пребачена на Брач одакле је 18-21. октобра, заједно са 12. далматинском бригадом извршила десант на копно, на одсеку Сплит-Макарска и у борбама против делова немачке 118. дивизије до 22. октобра учествовала у ослобођењу Омиша, Макарске и Задварја и у ослобођењу Сплита 26. октобра. Учествовала је у разбијању 893. пука немачке 264. дивизије на правцу Шибеник-Дрниш 3. новембра. Истакла се у борбама за ослобођење Доњег Лапца 20. марта 1945, Бихаћа 28. марта, Госпића 4. априла, у борбама за Сењ и Свети Јурај 9. априла и за ослобођење острва Крка 17. априла. Од 1. до 5. маја водила је последње борбе у рејону Илирске Бистрице.

## Командни кадар
1943.
- командант: др Франце Хочевар
- политички комесар: Халид Селкановић

1944.
- командант: Божо Блажевић
- политички комесар: др Франце Хочевар

- командант: Богдан Вискић
- политички комесар: Стане Бобнар

1945.
- командант: Стево Пећанац
- политички комесар: Винко Милић